# سیانوفورا پارادوکسا
سیانوفورا پارادوکسا (نام علمی: Cyanophora paradoxa)؛ به معنای متناقض) نام یک گونه از گلوکوفیت‌ها است و به عنوان یک مدل ارگانیسم به کار می‌رود، چرا که دو سیانل (نوعی کلروپلاست) دارد و تثبیت نیتروژن طی فرایند اولیهٔ فتوسنتز رخ می‌دهد.
ژنوم سیانل سیانوفورا پارادوکسا نژاد LB 555 در سال ۱۹۹۵ تعیین و منتشر شد. ژنوم هسته آن نیز در سال ۲۰۱۲ تعیین و منتشر شد.